# Folclore do Brasil (livro)
Folclore do Brasil é um livro de autoria do advogado e historiador brasileiro Câmara Cascudo publicado pela primeira vez no ano de 1967.

## Obra
A obra de Câmara Cascudo é conhecida por ser um pesquisador e etnógrafo de peso com vasta contribuição sobre o folclore brasileiro. O livro foi publicado pela primeira vez no ano de 1967, e tem como tema principal uma aprofundada pesquisa sobre o folclore brasileiro.
Sendo um dos nomes mais respeitados dentro do estudo do folclore brasileiro, o livro é um panorama das festividades, alimentação, dança, lendas, contos e  os outros aspectos mais diversos que constituem o povo brasileiro, sendo um documento importantíssimo para entender a vida social brasileira.
Dentre os assuntos discutidos estão a capoeira, a festa junina, os 'banhos de cheiro' e bebidas e alimentos regionais.

## Publicação
O livro foi publicado pela primeira vez no ano de 1967 pela editora fundo de cultura. No ano de 1980, o livro ganhou uma segunda publicação, dessa vez pela Fundação José Augusto. Em 2012, o livro ganhou uma terceira edição com publicação na Global Editora.